# Коробка Павло Степанович
Павло Степанович Коробка (6 (18) травня 1846 — 1 вересня 1919) — український правознавець, освітній діяч і доброчинець.

## Життєпис
Походив з давнього козацько-шляхетського роду.
Народився в родовому дворянському маєтку батька в Борзнянському повіті Чернігівської губернії. Юнацькі роки провів у маєтку матері в містечку Мрин Ніжинського повіту тієї ж губернії (нині село Носівського району Чернігівської області). Навчався в Ніжинській гімназії та Ніжинському ліцеї. Певний час жив у Києві, закінчив учительську семінарію, що тимчасово тут перебувала. 1868 закінчив юридичний факультет Київського університету, але державних іспитів не склав. Надалі був головою Ніжинської училищної ради та з 1872 — дільничним мировим суддею у Борзенському та Ніжинському повітах. Підтримував дружні стосунки зі своїм колишнім викладачем О. Кістяківським, допомагав йому в збиранні матеріалів звичаєвого права. 1878—1903 займав посаду дільничного мирового судді в Санкт-Петербурзі. Службу завершив по відомству МВС у чині дійсного статського радника і з верес. 1913 був причислений до міністерства народної освіти.

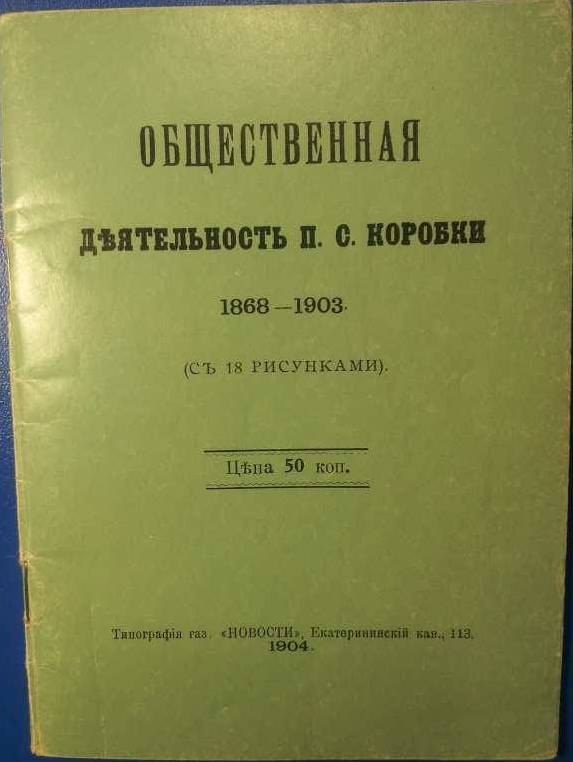
Обкладинка книжки про Павла Коробку, 1904

У м. Мрин провадив активну доброчинну та громадську діяльність. За його участю та значною мірою за рахунок його власних коштів там було збудовано церкву, богадільню, лікарню, засновано пожежну команду, 2-класне училище, ремісниче училище, а також Людмилінську (на честь матері) жіночу школу сільського домоведення і садибного господарства (згодом була перетворена на вчительську семінарію). Всі освітні заклади були прийняті у відання міністерства народної освіти, а Коробка був призначений пожиттєвим почесним попечителем Людмилінської жіночої вчительської семінарії.
Друкувався в Санкт-Петербурзі та Чернігові, зокрема опублікував цикл нарисів під спільною назвою «Заметки мирового судьи» (у «Журнале юридического общества при Санкт-Петербургском университете») та низку праць на педагогічні й місцеві теми.
1919 на правах позаштатного співробітника входив до складу Комісії УАН для виучування звичаєвого права України.
Опід час «червоного терору» 1919 року був заарештований співробітниками Чернігівської губернської ЧК та ув'язнений. За умов наступу білогвардійських військ на Чернігів радянські каральні органи проводили масові розстріли. Друкований орган Губернського виконавчого комітету Рад робітничих, селянських і червоноармійських депутатів Чернігівщини газета «Серп і Молот» повідомила 4 вересня 1919 про розстріл 23 супротивників більшовицького режиму — «контрреволюціонерів», колишніх гетьманських урядовців та осіб, затриманих за зберігання зброї. Серед них був П. С. Коробка. У повідомленні, зокрема, зазначалося: «По постановлению Черниговской Губернской Чрезвычайной Комиссии от 1-го сего сентября расстреляны: … 12. Коробко Павел Степанович – (николаевский генерал) за укрывательство преступников».

## Праці
- Задача деятельности Общества попечения о детях или о рациональном воспитании бедных детей и о призрении детей больных. СПб., 1883;
- Как нужно устроить местный суд. Чернигов, 1890;
- Значение Людмилинской женской школы сельского домоводства и усадебного хозяйства для экономического развития сельской жизни. СПб., 1904;
- Заметки мирового судьи. СПб., 1895—1909;
- Чему мы должны теперь учиться? Значение технического образования и о средствах к распространению сельскохозяйственного знания и умения. Школы усадебного хозяйства и ремесленные. СПб., 1907;
- Безотлагательные меры для правильного устройства сел в Черниговской губернии в связи с хуторским хозяйством. Чернигов, 1909;
- Преобразование местного суда. Чернигов, 1913;
- Преобразование Нежинского историко-филологического института. Чернигов, 1916.